# FMDQ Group
Die FMDQ Group PLC („FMDQ Group“) hat sich seit 2012 von einem OTC-Markt in Lagos, Nigeria zu einer vollwertigen Wertpapierbörse und zu einer Finanzmarktinfrastrukturgruppe entwickelt, die nun als bei der Securities and Exchange Commission (SEC) registrierte Kapitalmarktholdinggesellschaft strukturiert ist und fünf Tochtergesellschaften unterhält, darunter FMDQ Securities Exchange Limited (Nigerias größte Börse nach Marktumsatz – mit einem durchschnittlichen jährlichen Umsatz von ca. 177,49 Billionen ₦ in den letzten zehn Jahren), FMDQ Clear Limited (Nigerias wichtigste zentrale Gegenpartei – mit ca. 67 Milliarden US-Dollar abgewickelten Derivatekontrakten), FMDQ Depository Limited (integriertes Wertpapierdepot), FMDQ Private Markets Limited (Nigerias Private Capital Information Repository) und iQx Consult Limited (ein Unternehmen für Informationstechnologiedienstleistungen).

## Geschichte
Das Unternehmen wurde 2012 in Lagos gegründet und erhielt 2019 eine Zulassung als offizielle Wertpapierbörse im Land. Im Folgeschritt wurde die FMDQ Mitglied in der World Federation of Exchanges.

## Mitgliedschaften
- World Federation of Exchanges.[2]
- African Securities Exchanges Association